# ساکاتا، یاماگاتا
ساکاتا در استان یاماگاتا در کشور ژاپن واقع شده‌است که دارای جمعیت ۱۱۴٬۹۶۴ نفر و مساحت ۶۰۲٫۷۹ کیلومتر مربع با تراکم جمعیت ۱۹۱ نفر در کیلومترمربع است و در تاریخ ۱ نوامبر ۲۰۰۵ به عنوان شهر شناخته شد.